# スリーマン
スリーマン（Sleeman）は、カナダのビール醸造会社及びブランドである。1834年にカナダ・オンタリオ州グエルフで創業された。カナダ市場の二大ビール会社モルソン、ラバットに次ぐ第三位のビール生産量を誇る。2006年8月に、日本のサッポロビールに買収される旨発表し、現在サッポロビールの連結子会社である。

## 沿革
- 1834年にカナダ・オンタリオ州グエルフで、イギリス人移民ジョン・H・スリーマン（John H. Sleeman）によって小規模なビール醸造所が設立された。
- 20世紀初頭にはスリーマン印の透明ガラス瓶のスリーマン・ビールがモントリオールやケベック・シティーですでに人気を博していた。この頃、カナダ初のクリーム・エールが主商品であった。
- 禁酒法時代に当時の経営者ジョージ・スリーマンはデトロイトへのビール密輸で逮捕され、スリーマン・ビールは1933年に廃業した。
- 1988年に創業者の玄孫（やしゃご、ひひ孫）にあたるジョン・スリーマン（John Sleeman）が家業を復活させ、祖父ジョージ・スリーマンの残したレシピに基づきビール醸造を再開した。
- 1996年、オカナガン・スプリング・ビール（Okanagan Spring Brewery）を買収。
- 1998年、アッパー・カナダ・ビール（Upper Canada Brewing Company）を買収。
- 2006年8月に、サッポロビールに買収される合意に達したことを発表。

## 製品一覧
スリーマンの主な製品は下記の通り。

### スリーマン
- スリーマン・クリーム・エール（Sleeman Cream Ale）：主力のクリーム・エール
- スリーマン・ハニー・ブラウン・ラガー（Sleeman Honey Brown Lager）：基本のラガー
- スリーマン・シルバー・クリーク・ラガー（Sleeman Silver Creek Lager）：ピルスナースタイルのラガー
- スリーマン・クリア（Sleeman Clear）：低カロリー商品
- スリーマン・オリジナル・ダーク（Sleeman Sleeman Original Dark）
- スリーマン・プレミアム・ライト（Sleeman Premium Light）
- スリーマン・スチーム（Sleeman Steam）
- スリーマン・アンバー（Sleeman Amber）：西海岸限定市場向け商品
- スリーマン・オリジナル・ドラフト（Sleeman Original Draught）：加熱処理をしていない生ビール商品

### ジョン・スリーマン・プレゼンツ
- ジョン・スリーマン・プレゼンツ・インディア・ペール・エール（John Sleeman Presents India Pale Ale）
- ジョン・スリーマン・プレゼンツ・ファイン・ポーター（John Sleeman Presents Fine Porter）

### アッパー・カナダ
- アッパーカナダ・ペール・エール（Upper Canada Pale Ale）
- アッパーカナダ・ダーク・エール（Upper Canada Dark Ale）
- アッパーカナダ・ライト・ラガー（Upper Canada Light Lager）
- アッパーカナダ・ラガー（Upper Canada Lager）
- アッパーカナダ・ウィート（Upper Canada Wheat）
- アッパーカナダ・レッド（Upper Canada Red）：タップのみ
- アッパーカナダ・メイプル・ブラウン（Upper Canada Maple Brown）
- アッパーカナダ・ポイント・ナイン（Upper Canada Point Nine）：アルコール分0.9％

#### スリーマンに買収される前の商品
下記の商品は既に廃止になっている。
- アッパーカナダ・レベリオン（Upper Canada Rebellion）：ペール・エール
- アッパーカナダ・トゥルーボック（Upper Canada True Bock）：ボック

### オカナガン・スプリング
- オカナガンスプリング・エクストラ・スペシャル・ペール・エール（Okanagan Spring Extra Special Pale Ale）
- オカナガンスプリング・1516バヴァリアン・ラガー（Okanagan Spring 1516 Bavarian Lager）
- オカナガンスプリング・バヴァリアン・ヘレス（Okanagan Spring Bavarian Helles）
- オカナガンスプリング・ミュニック・マイルド・ダーク（Okanagan Munich Mild Dark）
- オカナガンスプリング・プレミアム・ラガー（Okanagan Spring Premium Lager）
- オカナガンスプリング・オールド・イングリッシュ・ポーター（Okanagan Spring Old English Porter）

### シャフトベリー
- シャフトベリー・コースタル・クリーム・エール（Shaftebury Coastal Cream Ale）
- シャフトベリー・ウェット・コースト・クリーム・エール（Shaftebury Coastal Cream Ale）
- シャフトベリー・フォートウェンティー・ブリリアント・ラガー（Shaftebury Four-Twenty Brilliant Lager）
- シャフトベリー・イースト・ハニー・ペール・エール（Shaftebury East Honey Pale Ale）
- シャフトベリー・サマーデイズ・プレミアム・ピルスナー（Shaftebury Summer Days Premium Pilsner）
- シャフトベリー・ウィンターナイト・ブラック＆タン（Shaftebury Winter Nights Black & Tan）

### その他のブランド
- ユニブルー（Unibroue）：ケベック州
- ストロー・カナダ（Stroh Canada）
- スリーマン・マリタイムズ（Sleeman Maritimes）：ノバスコシア州・ダートマス